# Тапонна-Флёриньяк
Тапонна́-Флёринья́к (фр. Taponnat-Fleurignac) — коммуна во Франции, находится в регионе Пуату — Шаранта. Департамент — Шаранта. Входит в состав кантона Ла-Рошфуко. Округ коммуны — Ангулем.
Код INSEE коммуны — 16379.
Коммуна расположена приблизительно в 380 км к юго-западу от Парижа, в 90 км южнее Пуатье, в 25 км к северо-востоку от Ангулема.

## Население
Население коммуны на 2008 год составляло 1458 человек.
| 1962 | 1968 | 1975 | 1982 | 1990 | 1999 | 2008 |
| ---- | ---- | ---- | ---- | ---- | ---- | ---- |
| 883  | 890  | 1048 | 1055 | 1175 | 1193 | 1458 |

## Экономика
В 2007 году среди 930 человек в трудоспособном возрасте (15—64 лет) 666 были экономически активными, 264 — неактивными (показатель активности — 71,6 %, в 1999 году было 70,8 %). Из 666 активных работали 611 человек (334 мужчины и 277 женщин), безработных было 55 (21 мужчина и 34 женщины). Среди 264 неактивных 70 человек были учениками или студентами, 106 — пенсионерами, 88 были неактивными по другим причинам.

## Достопримечательности
- Приходская церковь Сен-Марсьяль, бывший монастырь.
- Кропильница (XVI—XVII век). Высота — 75 см, диаметр — 60 см. Исторический памятник с 1941 года[3].
- Замок Тапонна (1679 год).
- Часовня Флёриньяк.
- Голубятня.

## Фотогалерея

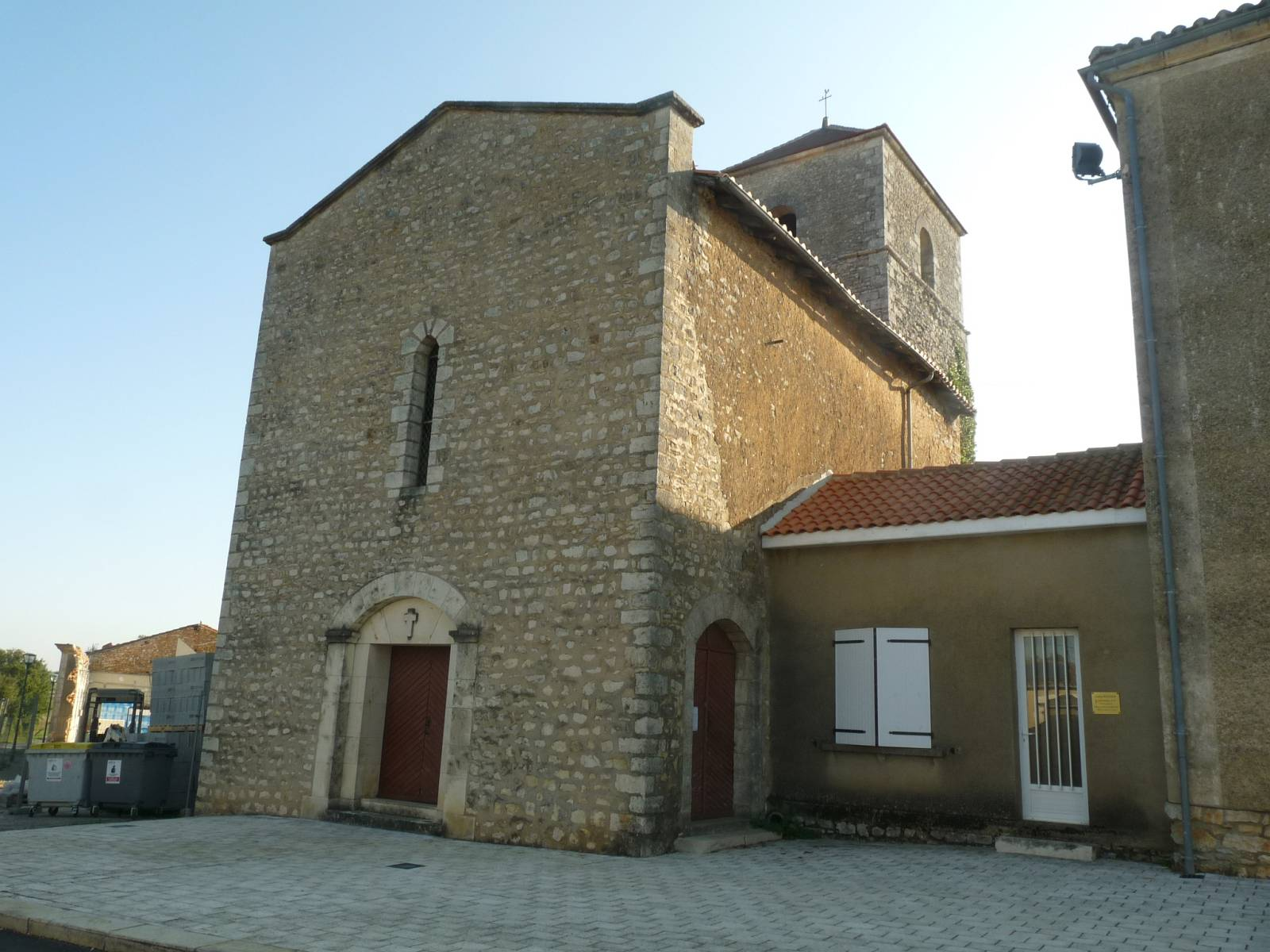
Церковь Сен-Марсьяль
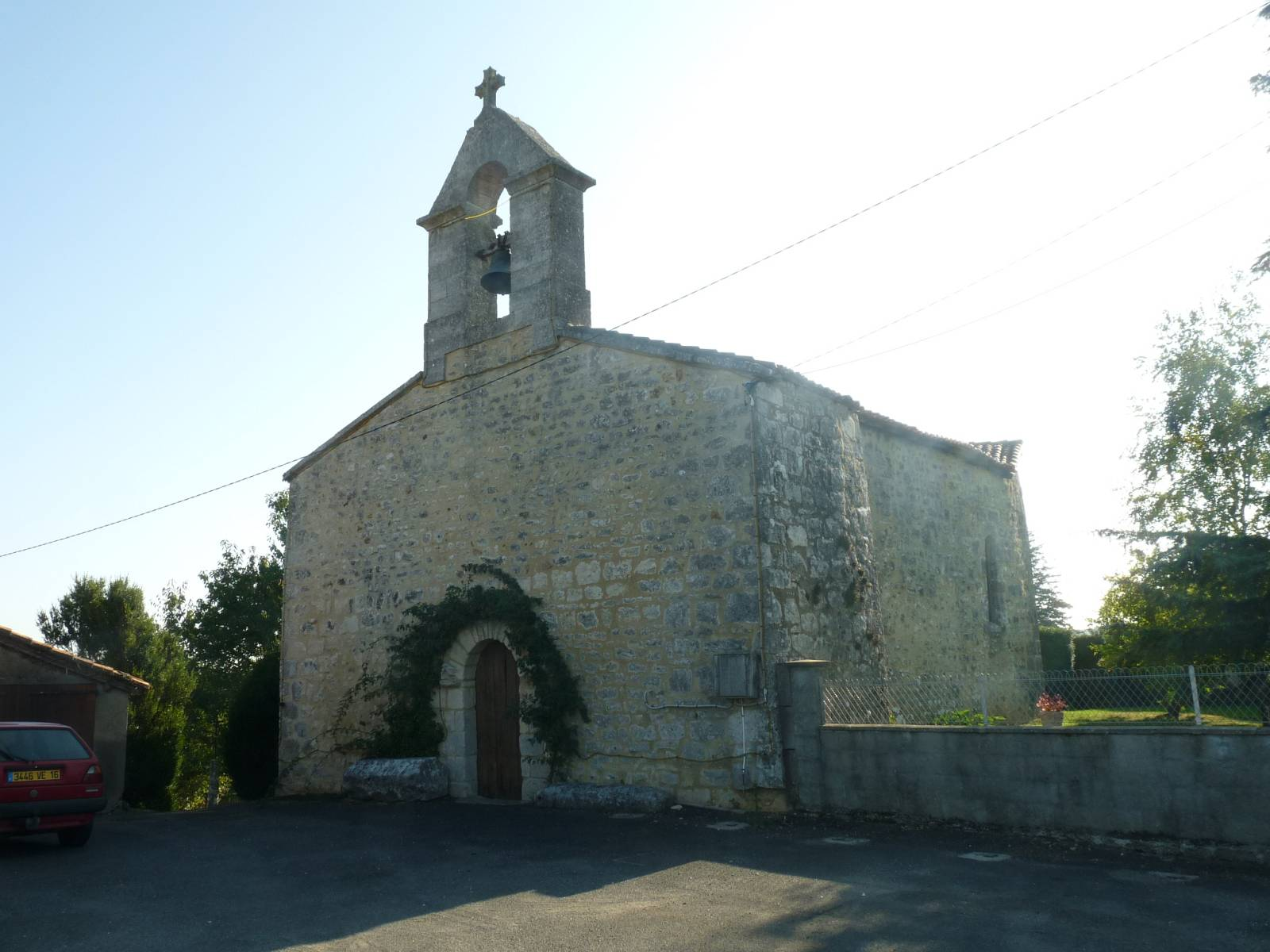
Часовня Флёриньяк
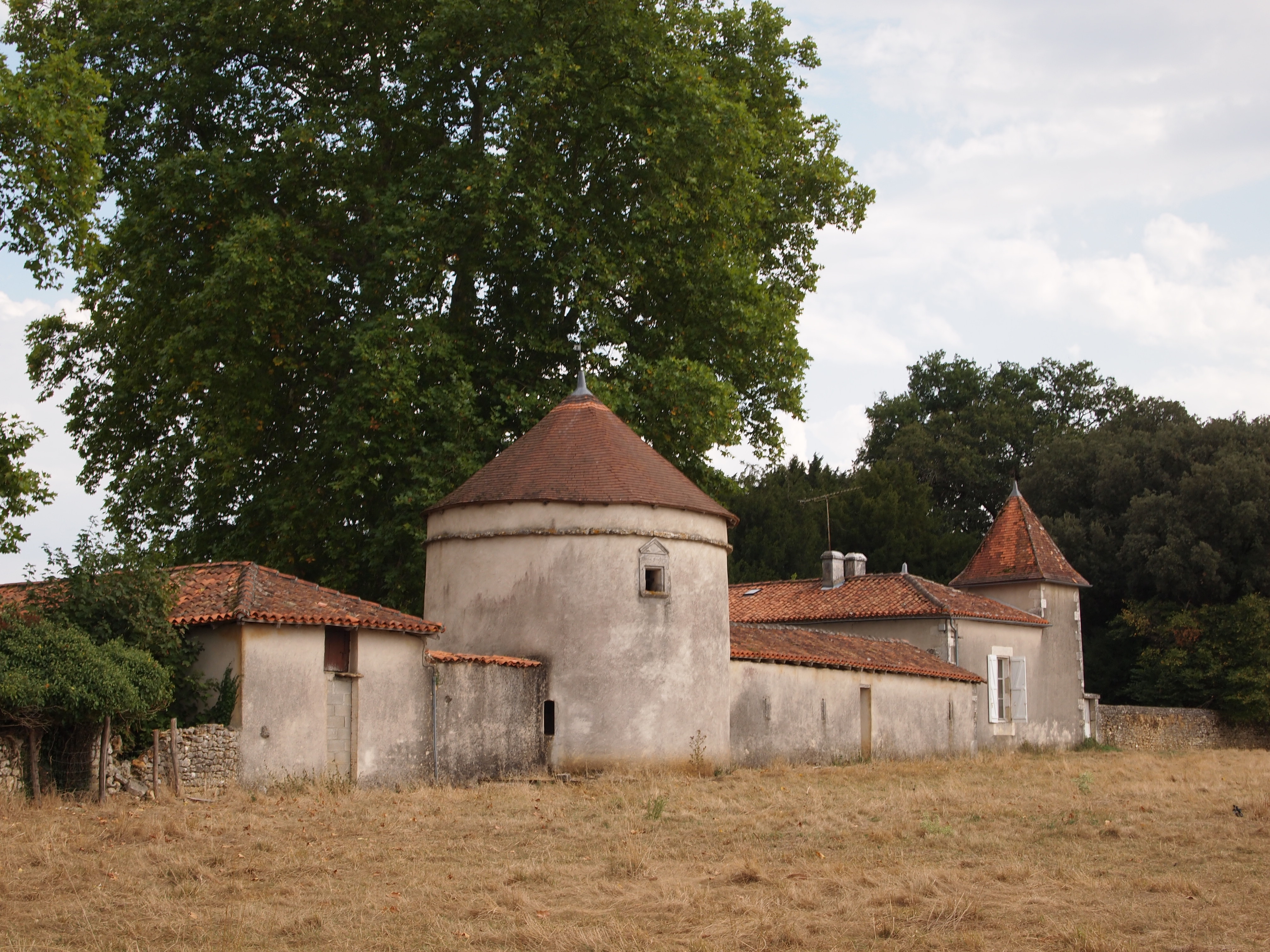
Голубятня